# ドラゴン (ロケット)

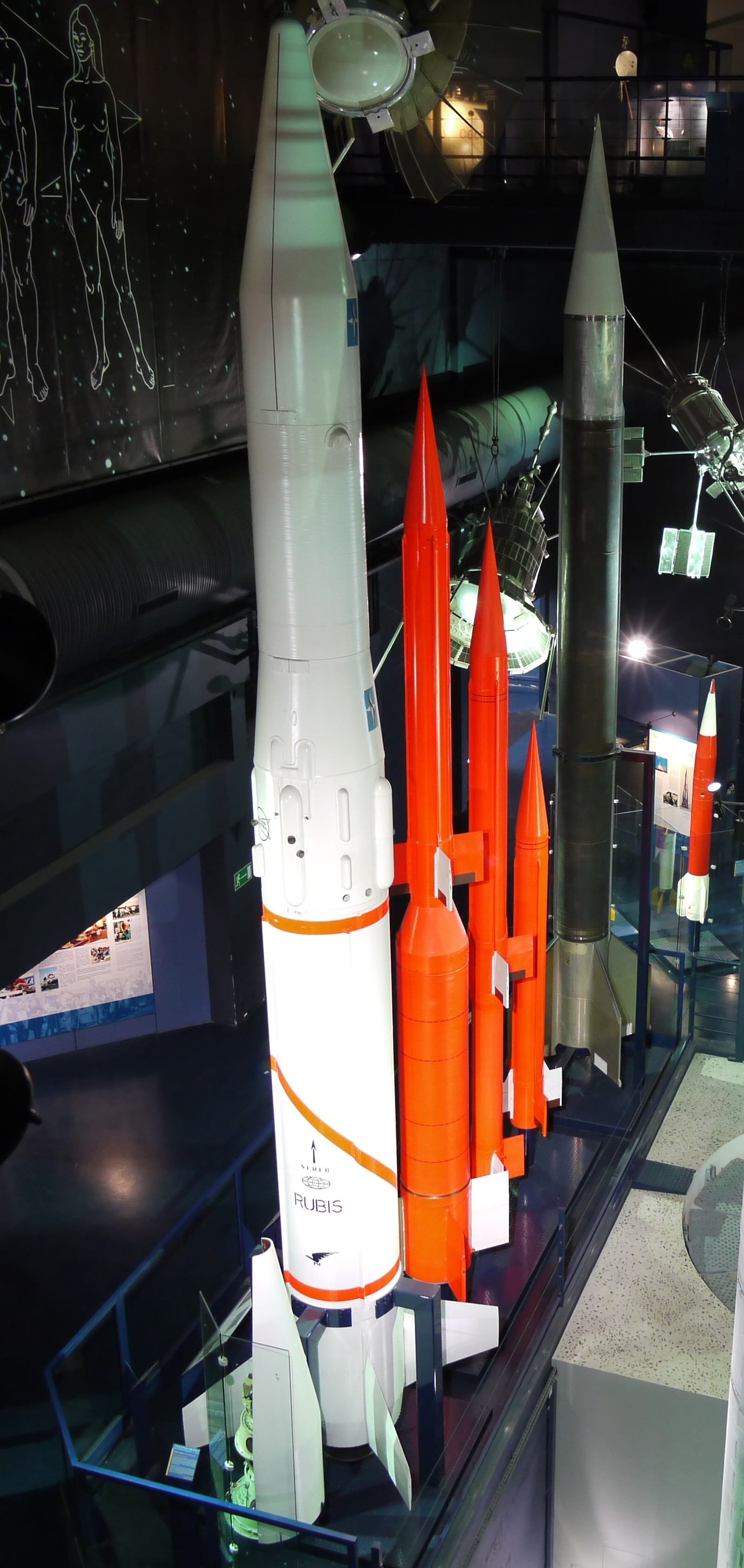
手前から2番目の赤いロケットがドラゴン

ドラゴン（Dragon）はフランスの高高度研究用2段式固体燃料観測ロケット。
第1段はストロンボリエンジン（直径56cm）が使用され、16秒間に675kgの燃料を燃焼し、最大推力は55kN。2段目にはベリエエンジンが使用されたので、ドラゴンはセントウレやドーファン、エリダンと同様ベリエ派生の固体燃料ロケットとされている。
ペイロード能力は30kgから120kgで、高度390kmから700kmを弾道飛行可能。

## ドラゴン1
- 全備質量: 1,157 kg
- 全長: 7.1 m
- 直径: 0.56 m
- 翼幅: 1.23 m
- 推力: 75 kN
- ペイロード: 60 kg
- 高度: 475 km
- 初飛行: 1962年12月5日
- 最終飛行: 1972年12月13日
- 発射機数: 37

## ドラゴン2B
- 全備質量: 1,200 kg
- 全長: 7.0 m
- 直径: 0.56 m
- 高度: 440 km
- 初飛行: 1968年3月15日
- 最終飛行: 1972年4月28日
- 発射機数: 11

## ドラゴン3
- 全備質量: 1,190 kg
- 全長: 8.16 m
- 直径: 0.56m
- 推力: 97 kN
- ペイロード: 60 kg
- 高度: 560 km
- 初飛行: 1968年7月23日
- 最終飛行: 1973年2月17日
- 発射機数: 7